# Isochromodes bidentata
Isochromodes bidentata là một loài bướm đêm trong họ Geometridae.